# Liste der Biografien/Ea
Liste der Biografien |
Portal Biografien |
Personensuche
# |
A |
B |
C |
D |
E |
F |
G |
H |
I |
J |
K |
L |
M |
N |
O |
P |
Q |
R |
S |
T |
U |
V |
W |
X |
Y |
Z |
?
 
Ea |
Eb |
Ec |
Ed |
Ee |
Ef |
Eg |
Eh |
Ei |
Ej |
Ek |
El |
Em |
En |
Eo |
Ep |
Eq |
Er |
Es |
Et |
Eu |
Ev |
Ew |
Ex |
Ey |
Ez
Die Liste der Biografien führt alle Personen auf, die in der deutschsprachigen Wikipedia einen Artikel haben. Dieses ist eine Teilliste mit 435 Einträgen von Personen, deren Namen mit den Buchstaben „Ea“ beginnt.

## Ea
- Ea, Prince (* 1988), US-amerikanischer Spoken-Word-Künstler, Dichter, Filmproduzent und WebvideoproduzentPrince Ea (* 1988)

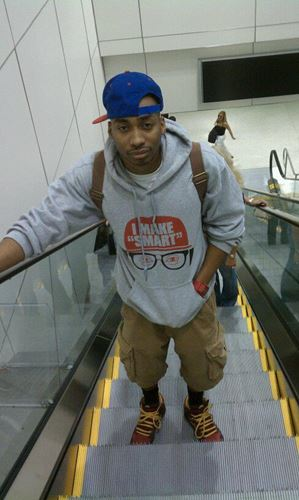
Prince Ea (* 1988)

- Ea-Gamil, Herrscher der ersten Meerland-Dynastie
- Ea-mukīn-zēri, babylonischer König
- Ea-nasir, babylonischer Großhändler

### Eac
- Eacho, William (* 1954), US-amerikanischer Manager und Botschafter in Österreich
- Eachus, Patricia (* 1989), Schweizer Rollstuhlsportlerin

### Ead
- Eadbald von Kent († 640), König von Kent
- Eadberht, Bischof von Selsey
- Eadberht († 768), König des angelsächsischen Königreiches Northumbria
- Eadberht I. († 748), Mitkönig in Kent
- Eadberht II., König in Kent
- Eadberht III. Præn, König von Kent (796–798)
- Eadberht von Lindisfarne († 698), northumbrischer Mönch und Bischof von Lindisfarne
- Eadburh, angelsächsische Königin
- Eade, Dominique (* 1958), US-amerikanische Jazzmusikerin
- Eaden, Chris (* 1990), neuseeländischer Eishockeyspieler
- Eades, Sandra (* 1949), englische Malerin und Fotokünstlerin
- Eadfrith von Lindisfarne († 721), angelsächsischer Heiliger, Bischof von Lindisfarne
- Eadgar, Bischof von Hereford
- Eadgifu, westfränkische Königin und zweite Gemahlin von König Karl III.
- Eadgifu, Königsgemahlin von Eduard dem Älteren von Wessex
- Eadhæd, Bischof von Lindsey und Bischof von Ripon
- Eadie, Alex (1920–2012), schottischer Politiker
- Eadie, Helen (1947–2013), britische Politikerin
- Eadie, James († 1904), schottischer Bierbrauer
- Eadie, Jim (* 1968), schottischer Politiker
- Eadie, Sean (* 1969), australischer Radrennfahrer
- Eadmer, englischer Benediktiner, Theologe und Chronist im Mittelalter
- Eadmund von Durham († 1041), Priester; Bischof von Durham
- Eadred († 955), König von England (946–955)Eadred († 955)
- Eadric, König von Kent

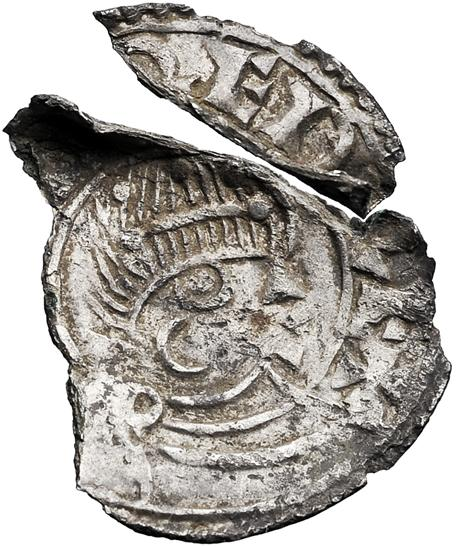
Eadred († 955)

- Eadric Streona († 1017), Earl of Mercia
- Eads, George (* 1967), US-amerikanischer SchauspielerGeorge Eads (* 1967)

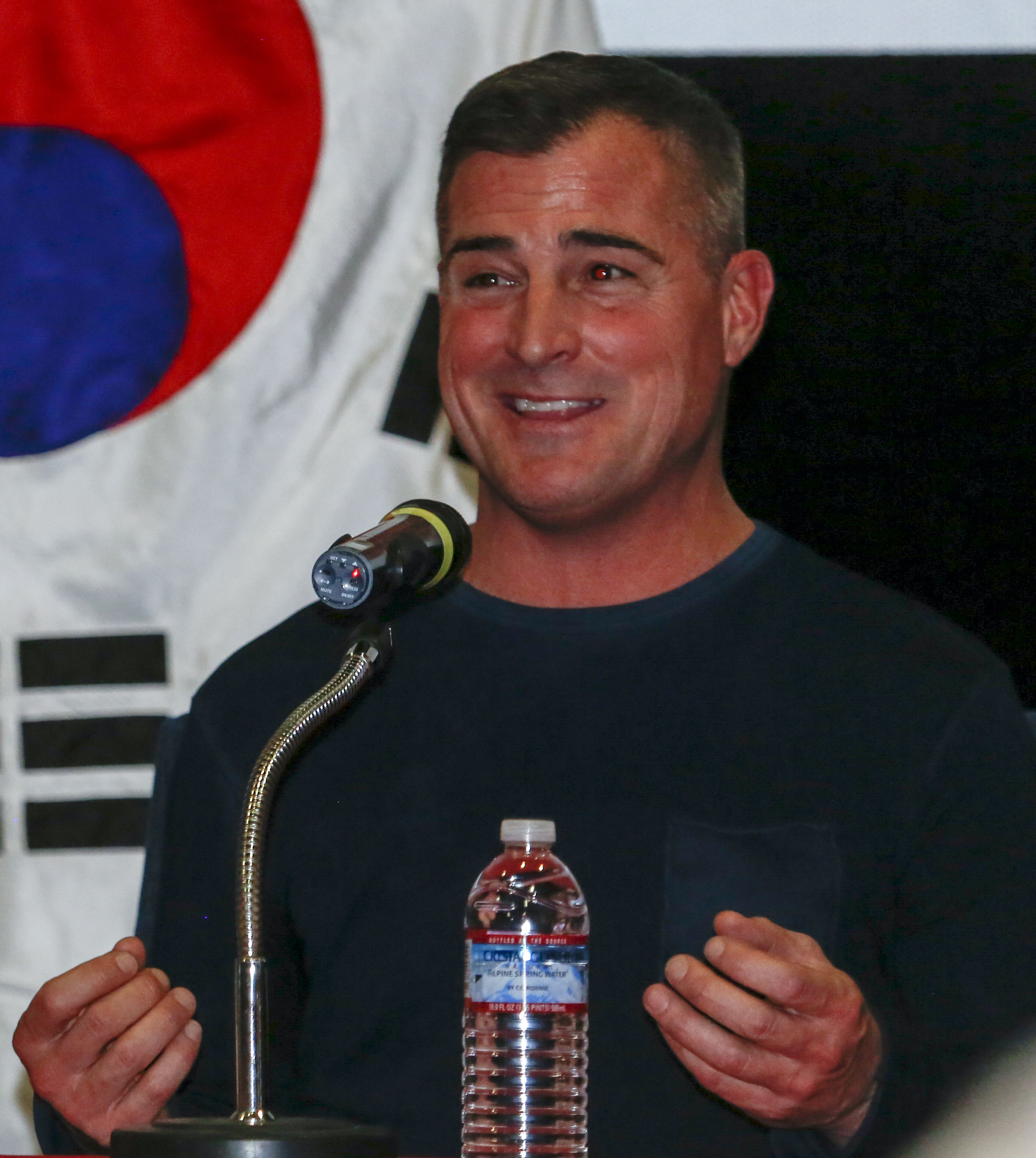
George Eads (* 1967)

- Eads, Harvey (1807–1892), amerikanischer Ältester der Shaker
- Eads, James Buchanan (1820–1887), US-amerikanischer Ingenieur und Erfinder
- Eadwald, König von East Anglia
- Eadwig († 959), König von England (955–957), König von Wessex (957–959)
- Eadwulf († 717), König von Northumbria
- Eadwulf, Bischof von Hereford
- Eadwulf III. († 1041), Earl of Bernicia, Earl of Bamburgh
- Eadwulf von Crediton, Bischof von Crediton
- Eady, Charles, 1. Baron Swinfen (1851–1919), britischer Jurist
- Eady, Charles, 2. Baron Swinfen (1904–1977), britischer Peer, Rechtsanwalt und Politiker
- Eady, Dorothy (1904–1981), britische Antiquitätenverwalterin und Forscherin
- Eady, Natasha (* 1998), neuseeländische Sprinterin
- Eady, Roger, 3. Baron Swinfen (1938–2022), britischer Peer und Politiker

### Eag
- Eagan, Edward (1897–1967), US-amerikanischer Sportler
- Eagan, John J. (1872–1956), US-amerikanischer Politiker
- Eagar, Thomas W. (1950–2022), US-amerikanischer Werkstoffkundler und Metallurge
- Eagels, Jeanne (1890–1929), US-amerikanische SchauspielerinJeanne Eagels (1890–1929)

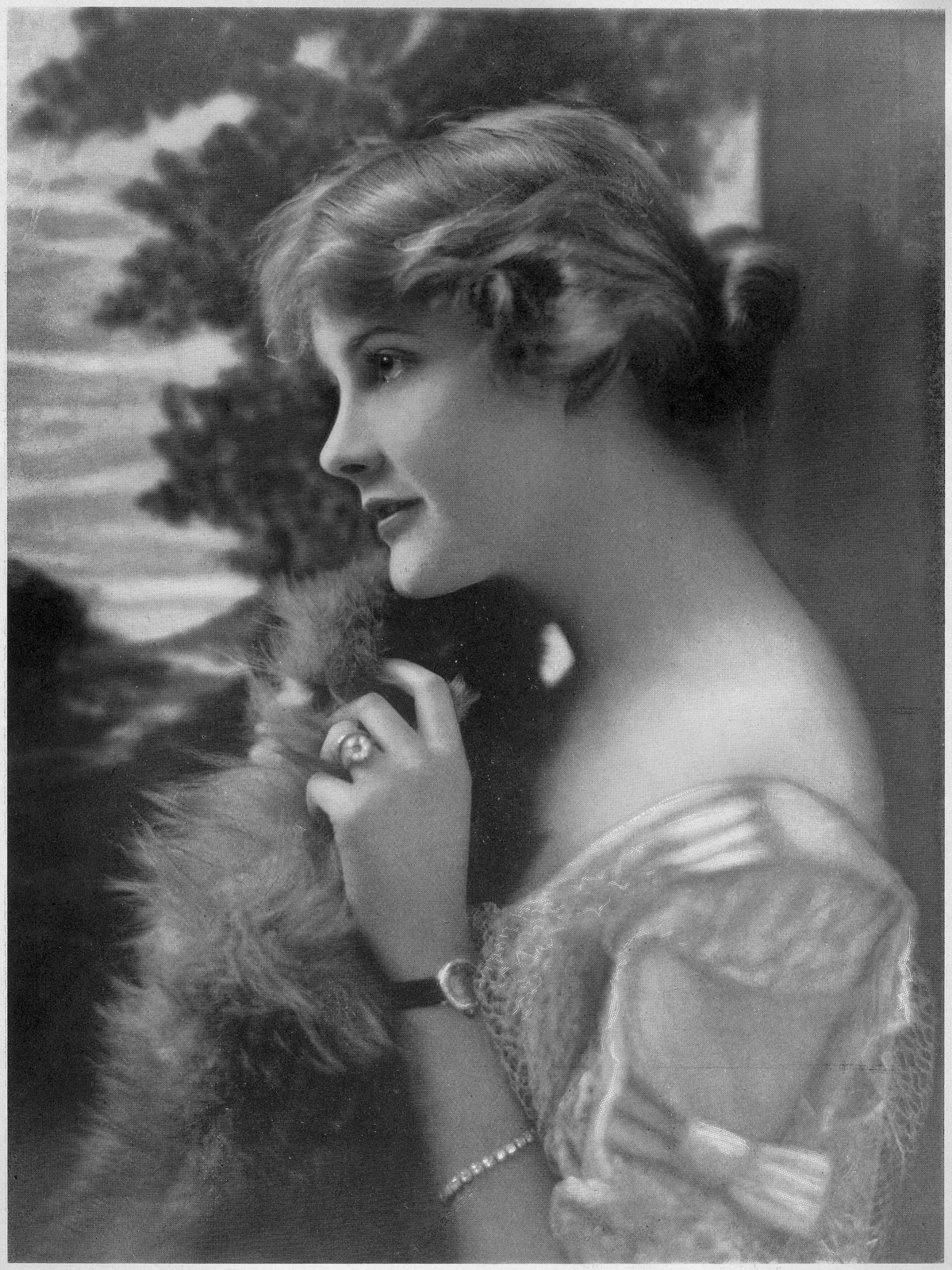
Jeanne Eagels (1890–1929)

- Eager, Allen (1927–2003), US-amerikanischer Jazzsaxophonist
- Eager, Ben (* 1984), kanadischer Eishockeyspieler
- Eager, Samuel W. (1789–1860), US-amerikanischer Jurist und Politiker
- Eager, Vince (* 1940), britischer Pop-Musiker
- Eagle, Ali, US-amerikanische Schauspielerin, Filmproduzentin und -regisseurin sowie Drehbuchautorin
- Eagle, Angela (* 1961), britische Politikerin, Mitglied des House of Commons
- Eagle, Arnold (1909–1992), ungarisch-amerikanischer Fotograf und Kameramann
- Eagle, Audrey (1925–2022), neuseeländische Autorin, Botanikerin und botanische Illustratorin
- Eagle, Donald (* 1936), neuseeländischer Radrennfahrer
- Eagle, Harry (1905–1992), US-amerikanischer Mediziner
- Eagle, James Philip (1837–1904), US-amerikanischer Politiker, Gouverneur von Arkansas
- Eagle, Joe H. (1870–1963), US-amerikanischer Politiker
- Eagle, Joshua (* 1973), australischer Tennisspieler
- Eagleburger, Lawrence (1930–2011), US-amerikanischer Diplomat und 62. Außenminister der Vereinigten StaatenLawrence Eagleburger (1930–2011)

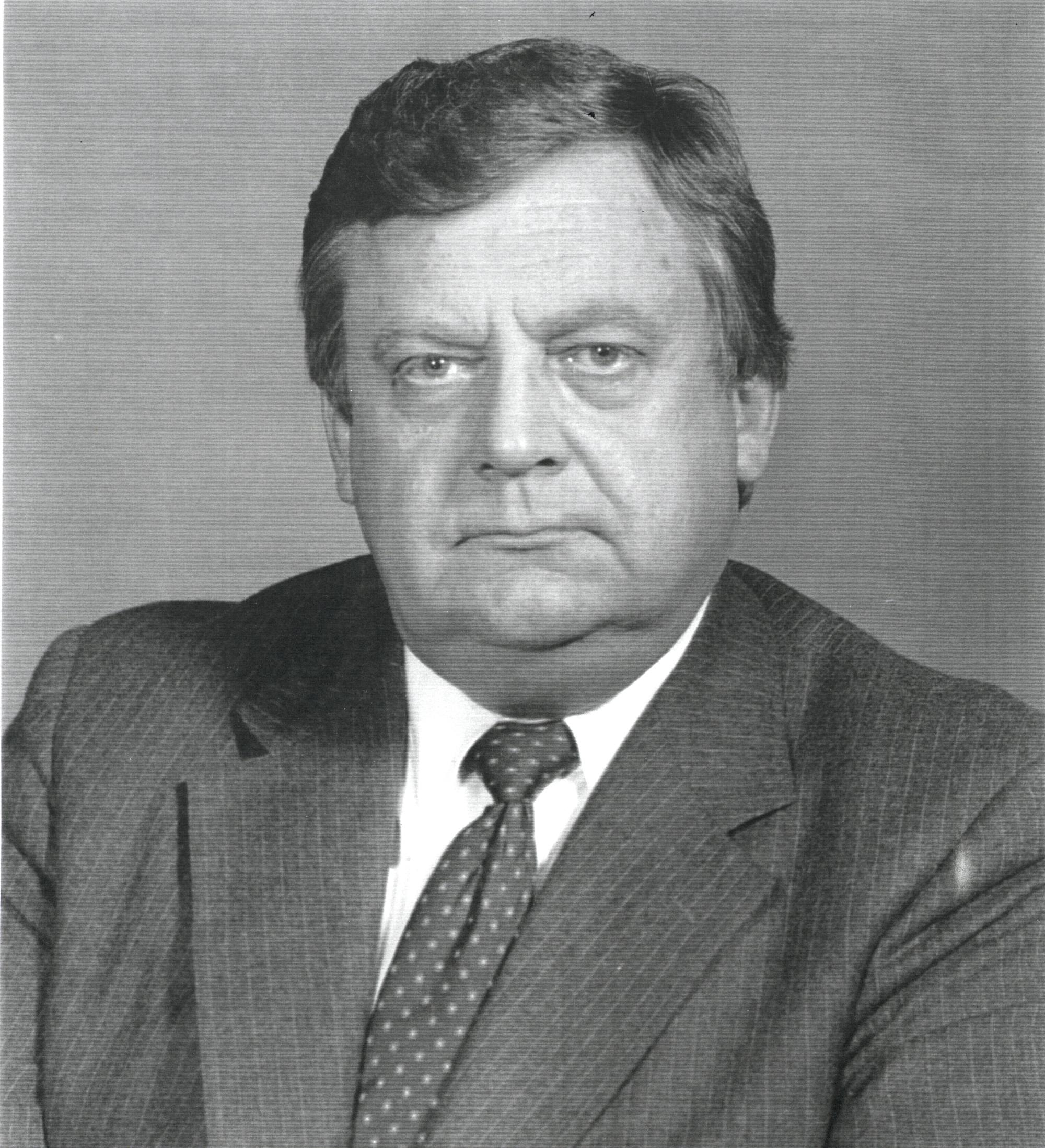
Lawrence Eagleburger (1930–2011)

- Eagleman, David (* 1971), US-amerikanischer Neurowissenschaftler und Buchautor
- Eaglen, Jane (* 1960), englische Opernsängerin
- Eagler, Paul (1890–1961), US-amerikanischer Fotograf, Kameramann für Spezialeffektekünstler
- Eagles, Bronwyn (* 1980), australische Leichtathletin
- Eagles, Chris (* 1985), englischer Fußballspieler
- Eagles, Duncan (* 1985), britischer Jazzmusiker
- Eagles, Mike (* 1963), kanadischer Eishockeyspieler und -trainer
- Eagles, Peter (* 1959), britischer anglikanischer Theologe
- Eagles, Tom, neuseeländischer Filmeditor
- Eagles, William W. (1895–1988), US-amerikanischer Offizier, Generalmajor der US-Army
- Eaglescliff, John († 1347), englischer Ordensgeistlicher
- Eaglesham, Dale, US-amerikanischer Comiczeichner
- Eagleson, Dylan (* 2003), nordirischer bzw. irischer Boxer
- Eagleton, Terry (* 1943), britischer LiteraturtheoretikerTerry Eagleton (* 1943)

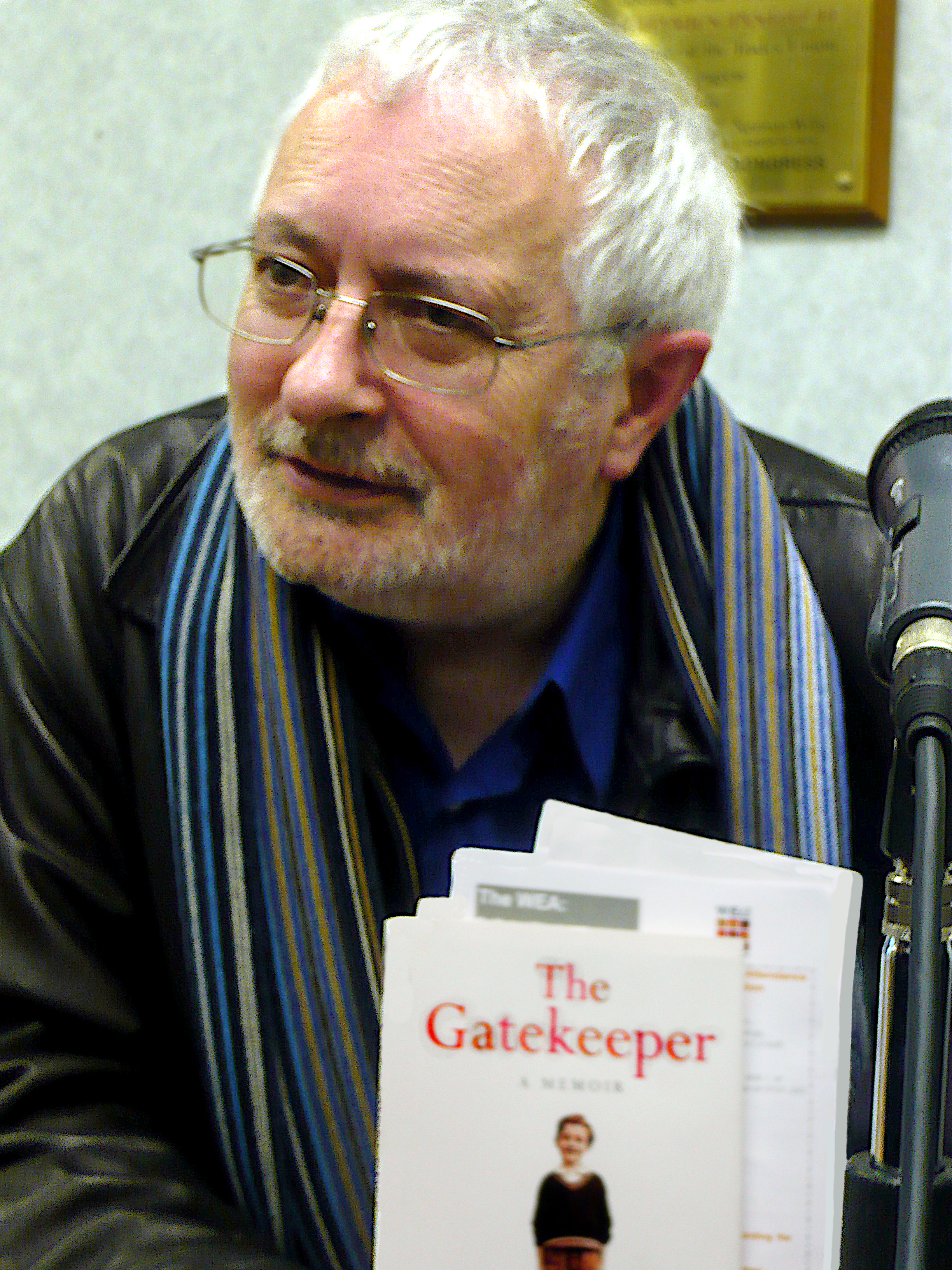
Terry Eagleton (* 1943)

- Eagleton, Thomas (1929–2007), US-amerikanischer Politiker
- EagleWoman, Angelique (* 1969), US-amerikanische Juristin
- Eaglin, Snooks (1936–2009), amerikanischer Gitarrist und Sänger
- Eagling, Wayne (* 1950), kanadischer Balletttänzer und Choreograph
- Eagly, Alice H (* 1938), US-amerikanische Sozialpsychologin

### Eah
- Eahlstan († 867), Bischof von Sherborne

### Eak
- Eakaphat Jaenooduang (* 2006), thailändischer Fußballspieler
- Eaker, Ira C. (1896–1987), US-amerikanischer Luftwaffengeneral
- Eakin, Bruce (* 1962), kanadischer Eishockeyspieler
- Eakin, Cody (* 1991), kanadischer Eishockeyspieler
- Eakins, Dallas (* 1967), US-amerikanisch-kanadischer Eishockeyspieler, -trainer und -funktionär
- Eakins, Susan Macdowell (1851–1938), amerikanische Malerin, Fotografin und New Woman
- Eakins, Thomas (1844–1916), US-amerikanischer realistischer Maler
- Eakkalak Lungnam (* 1985), thailändischer Fußballspieler
- Eakkanut Kongket (* 1988), thailändischer Fußballspieler
- Eaksatha Thanyakam (* 1979), thailändischer Fußballspieler

### Eal
- Eala, Alexandra (* 2005), philippinische TennisspielerinAlexandra Eala (* 2005)

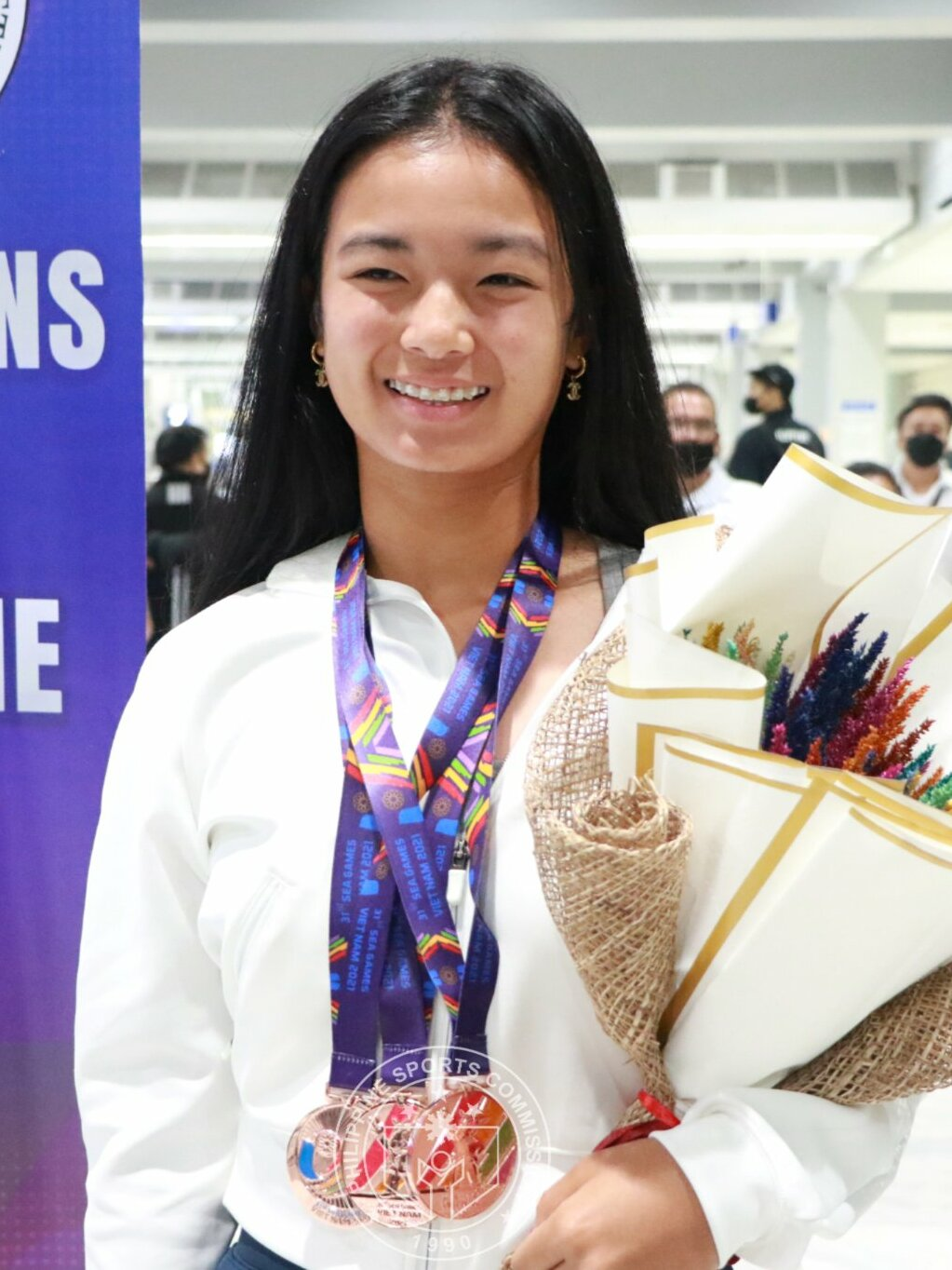
Alexandra Eala (* 2005)

- Ealchred, König des angelsächsischen Königreiches Northumbria (765–774)
- Ealdberht, Bischof von Hereford
- Ealdberht († 725), Ætheling
- Ealdgyth, Königsgemahlin Edmunds II. (Eisenseite) von England
- Ealdgyth von Mercia, Königin von England
- Ealdred, König von Hwicce
- Ealdred, Bischof von Cornwall
- Ealdred († 1069), Abt von Tavistock, Bischof von Worcester und Erzbischof von York
- Ealdred II. († 1038), Earl of Bernicia, Earl of Bamburgh
- Ealdwulf, König bzw. Herzog von Sussex
- Ealdwulf († 713), König von East Anglia
- Ealdwulf († 739), Bischof von Rochester
- Eales, Alex, britischer Bühnen- und Kostümbildner
- Eales, John (* 1970), australischer Rugbyspieler
- Ealey, Chuck (* 1950), US-amerikanischer American-Football-Spieler und Canadian-Football-Spieler
- Ealheard, Bischof von Elmham
- Ealhfrith, König des angelsächsischen Reiches Deira
- Ealhhun, Bischof von Worcester
- Ealhmund († 785), König in Kent
- Ealhswith († 902), Königin von Wessex
- Ealric, Mitkönig in Kent
- Ealy, Kony (* 1991), US-amerikanischer American-Football-Spieler
- Ealy, Michael (* 1973), US-amerikanischer SchauspielerMichael Ealy (* 1973)

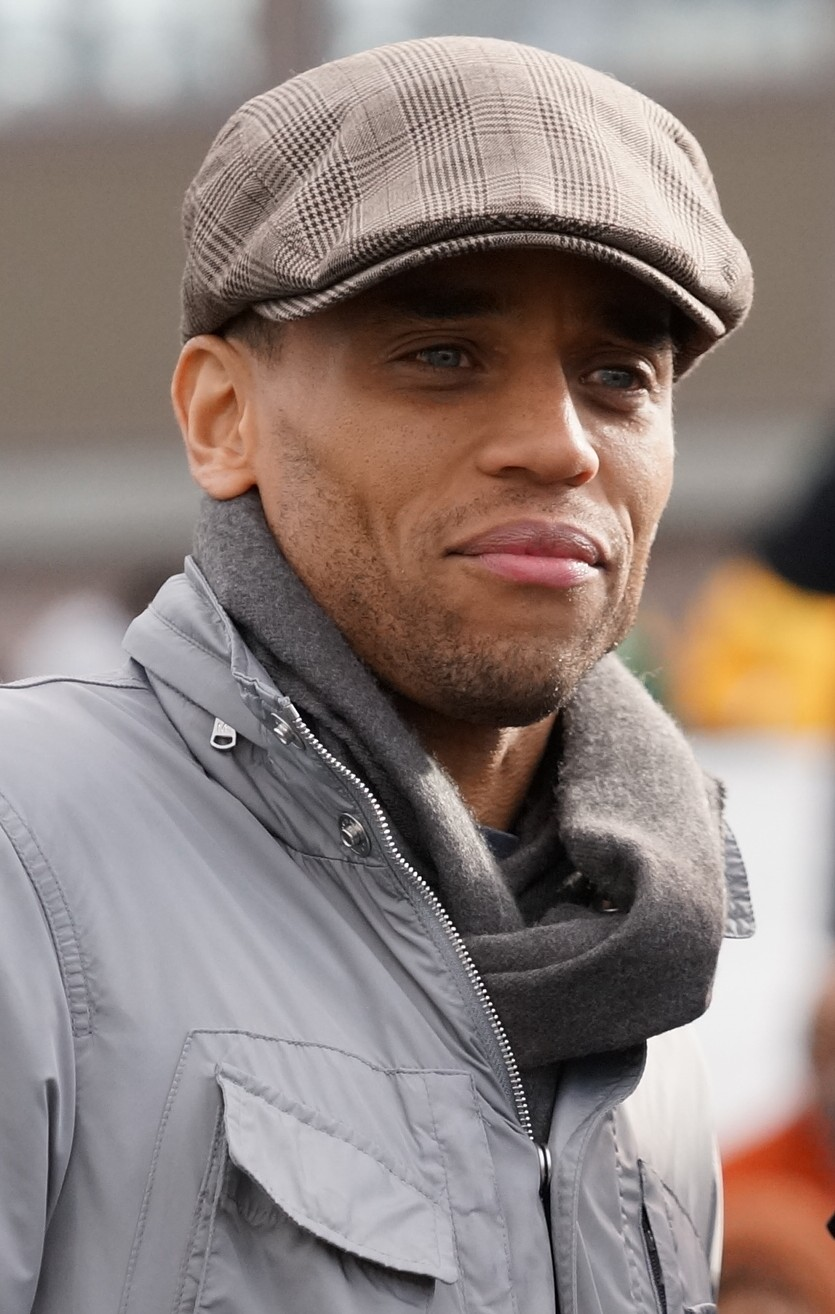
Michael Ealy (* 1973)

### Eam
- Eames, Aled (1921–1996), walisischer Historiker
- Eames, Benjamin T. (1818–1901), US-amerikanischer Politiker
- Eames, Billy (* 1957), englischer Fußballspieler
- Eames, Charles (1907–1978), US-amerikanischer Designer und Architekt
- Eames, Emma (1865–1952), US-amerikanische Opernsängerin (Sopran) und Gesangspädagogin
- Eames, Geoffrey (* 1945), australischer Richter
- Eames, Nicholas, kanadischer Schriftsteller
- Eames, Ray (1912–1988), US-amerikanische Künstlerin und Designerin
- Eames, Robin (* 1937), britischer Geistlicher, Primas der Church of Ireland
- Eamon (* 1983), US-amerikanischer Sänger und Musiker

### Ean
- Eanatum, sumerischer König von Lagasch
- Eanberht, König von Hwicce
- Eanes, António Ramalho (* 1935), portugiesischer Politiker, Präsident von Portugal (1976–1986)António Ramalho Eanes (* 1935)

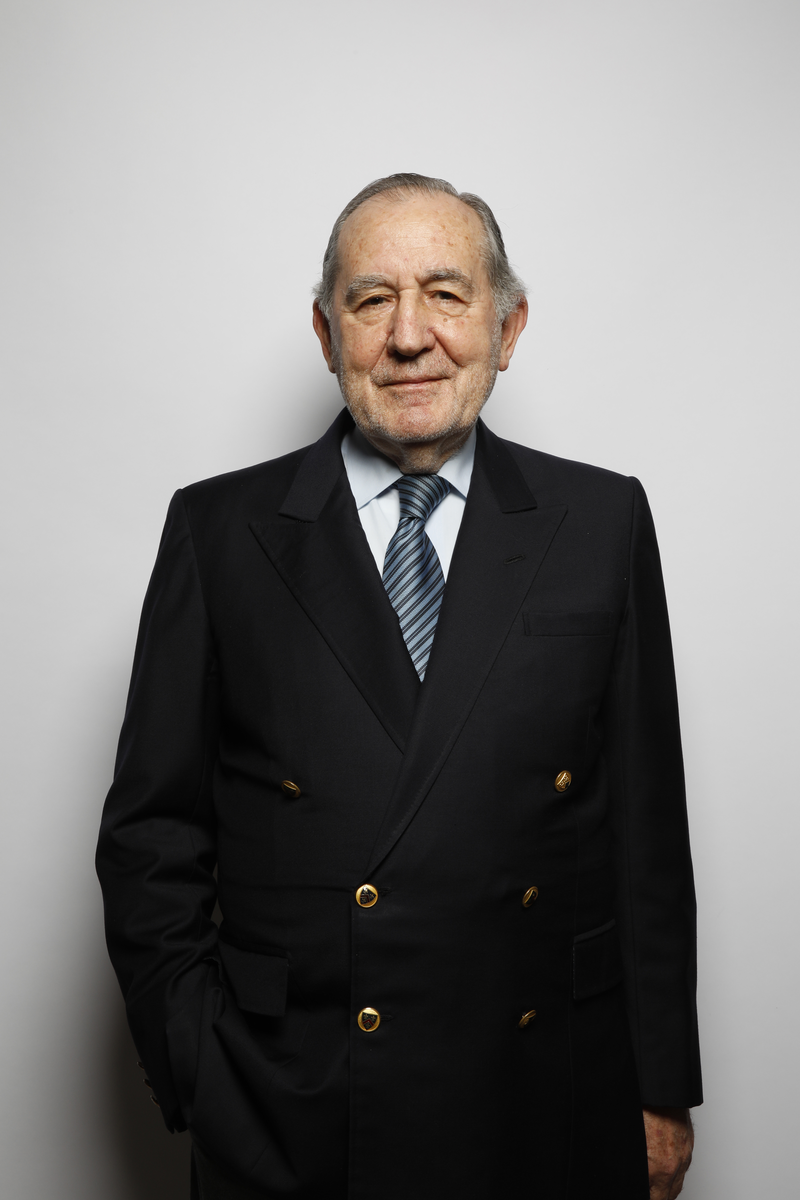
António Ramalho Eanes (* 1935)

- Eanes, Gil, portugiesischer Seefahrer und Entdeckungsreisender
- Eanes, Maria Manuela Portugal (* 1938), portugiesische Juristin und Primeira-dama von Portugal
- Eanet, Larry (1931–2008), US-amerikanischer Jazzpianist und Arrangeur
- Eanflæd (* 626), Königin von Northumbria, Äbtissin von Whitby
- Eanfrith, König von Hwicce
- Eanfrith († 634), König des angelsächsischen Königreichs Bernicia
- Eanfrith, Bischof von Elmham
- Eanhere, König von Hwicce
- Eanmund, König in Kent
- Eanred, König von Northumbria
- Eanswitha, angelsächsische Nonne und Heilige

### Ear
- Earconberht I. († 664), König von Kent
- Eardley, Jon (1928–1991), US-amerikanischer Jazztrompeter
- Eardley, Neal (* 1988), walisischer Fußballspieler
- Eardley-Wilmot, John (1783–1847), britischer Politiker, Mitglied des House of Commons, Vizegouverneur von Tasmanien
- Eardulf von Lindisfarne († 899), Bischof von Lindisfarne
- Eardwulf, Mitkönig in Kent
- Eardwulf, Bischof von Rochester
- Eardwulf, König von Northumbria
- Eareckson Tada, Joni (* 1949), US-amerikanische Autorin und Künstlerin
- Earhart, Amelia (* 1897), US-amerikanische Flugpionierin und FrauenrechtlerinAmelia Earhart (* 1897)

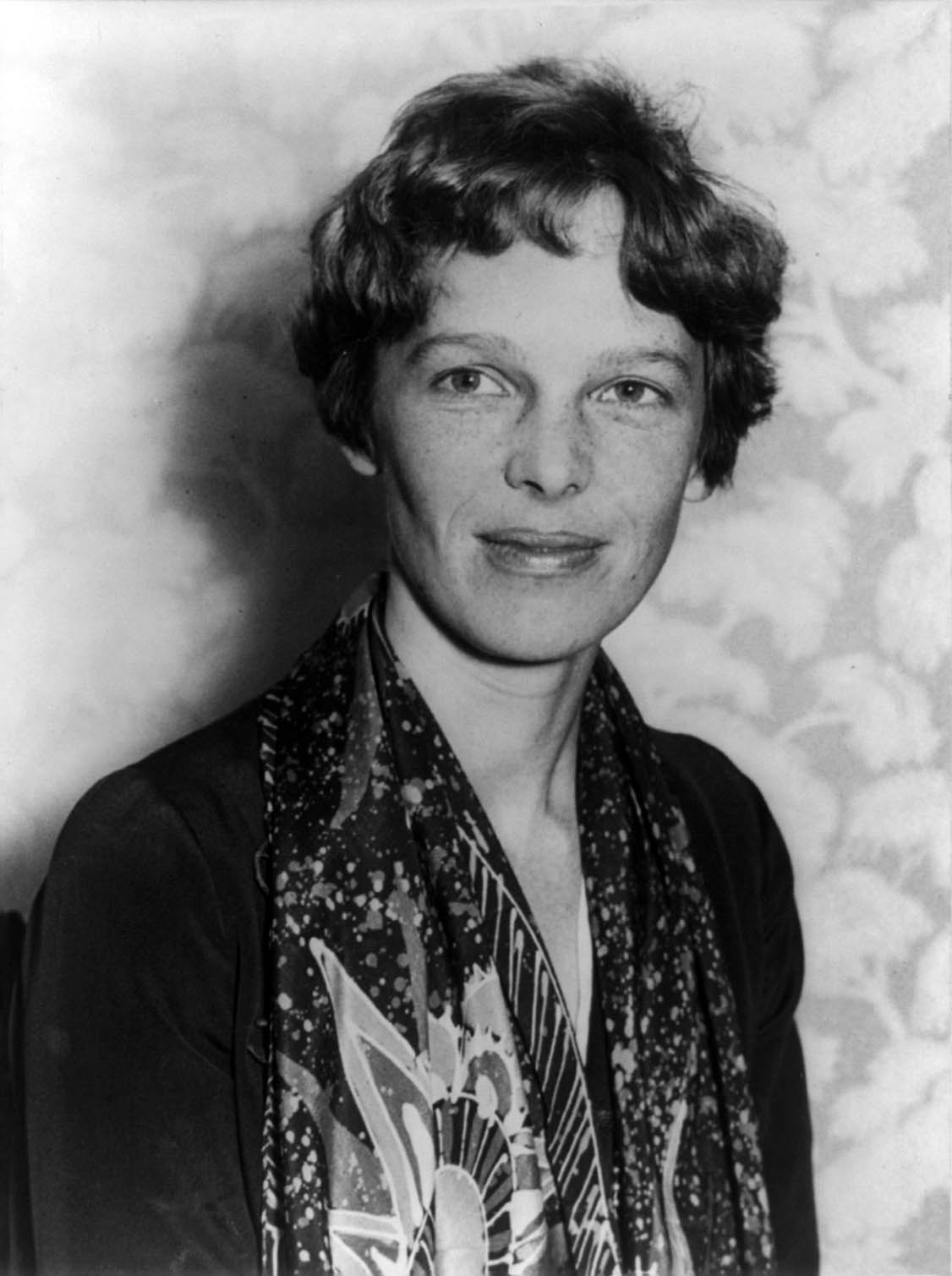
Amelia Earhart (* 1897)

- Earhart, Daniel S. (1907–1976), US-amerikanischer Politiker (Demokratische Partei)
- Earhart, Raymond R. (1879–1967), US-amerikanischer Händler, Bergbauentwickler und Politiker
- Earhart, Rockey P. (1837–1892), US-amerikanischer Geschäftsmann und Politiker
- Earinus, antiker Sklave bei Kaiser Domitian
- Earl King (1934–2003), amerikanischer Blues- und R&B-Musiker und Songwriter
- Earl, Aron (* 2005), peruanischer Sprinter
- Earl, Athol (* 1952), neuseeländischer Ruderer
- Earl, Cameron (1923–1952), britischer Fahrzeugdesigner und Rennfahrer
- Earl, Dan (* 1974), US-amerikanischer Basketballspieler und -trainer
- Earl, George Windsor (1813–1865), britischer Asienforscher
- Earl, Harley (1893–1969), US-amerikanischer Autodesigner und -Ingenieur
- Earl, Holly (* 1992), britische Schauspielerin
- Earl, John Campbell (1890–1978), australischer Chemiker
- Earl, Ralph (1751–1801), amerikanischer Maler
- Earl, Robbie (* 1985), US-amerikanischer Eishockeyspieler
- Earl, Ronnie (* 1953), US-amerikanischer Blues-Gitarrist
- Earl, Russell, Spezialeffektkünstler
- Earl, Tony (1936–2023), US-amerikanischer Politiker
- Earl-Givan, Alexandra (* 1970), US-amerikanische Hammerwerferin
- Earlam, Bruce Hammond (* 1955), britischer Musiker
- Earland, Charles (1941–1999), US-amerikanischer Organist und Saxophonist
- Earle, Augustus (1793–1838), englischer Maler
- Earle, Caleb (1771–1851), US-amerikanischer Politiker
- Earle, Clifford (1935–2017), US-amerikanischer Mathematiker
- Earle, Edward (1882–1972), kanadisch-US-amerikanischer Schauspieler
- Earle, Elias (1762–1823), US-amerikanischer Politiker
- Earle, Eyvind (1916–2000), US-amerikanischer Maler, Autor und Illustrator
- Earle, George Howard (1890–1974), US-amerikanischer Politiker
- Earle, John (1865–1932), australischer Politiker
- Earle, John B. (1766–1836), US-amerikanischer Politiker
- Earle, Joseph H. (1847–1897), US-amerikanischer Politiker (Demokratische Partei)
- Earle, Justin Townes (1982–2020), US-amerikanischer Musiker
- Earle, Mary (1929–2021), neuseeländische Lebensmittelchemikerin und Hochschullehrerin
- Earle, Nathan (* 1988), australischer Radrennfahrer
- Earle, Otis (* 1992), englischer Fußballspieler
- Earle, Robbie (* 1965), jamaikanischer Fußballspieler
- Earle, Samuel (1760–1833), US-amerikanischer Politiker
- Earle, Samuel Broadus (1878–1978), US-amerikanischer Maschinenbauingenieur
- Earle, Steve (* 1952), US-amerikanischer Autorennfahrer
- Earle, Steve (* 1955), US-amerikanischer Country-Sänger, Songwriter und SchriftstellerSteve Earle (* 1955)

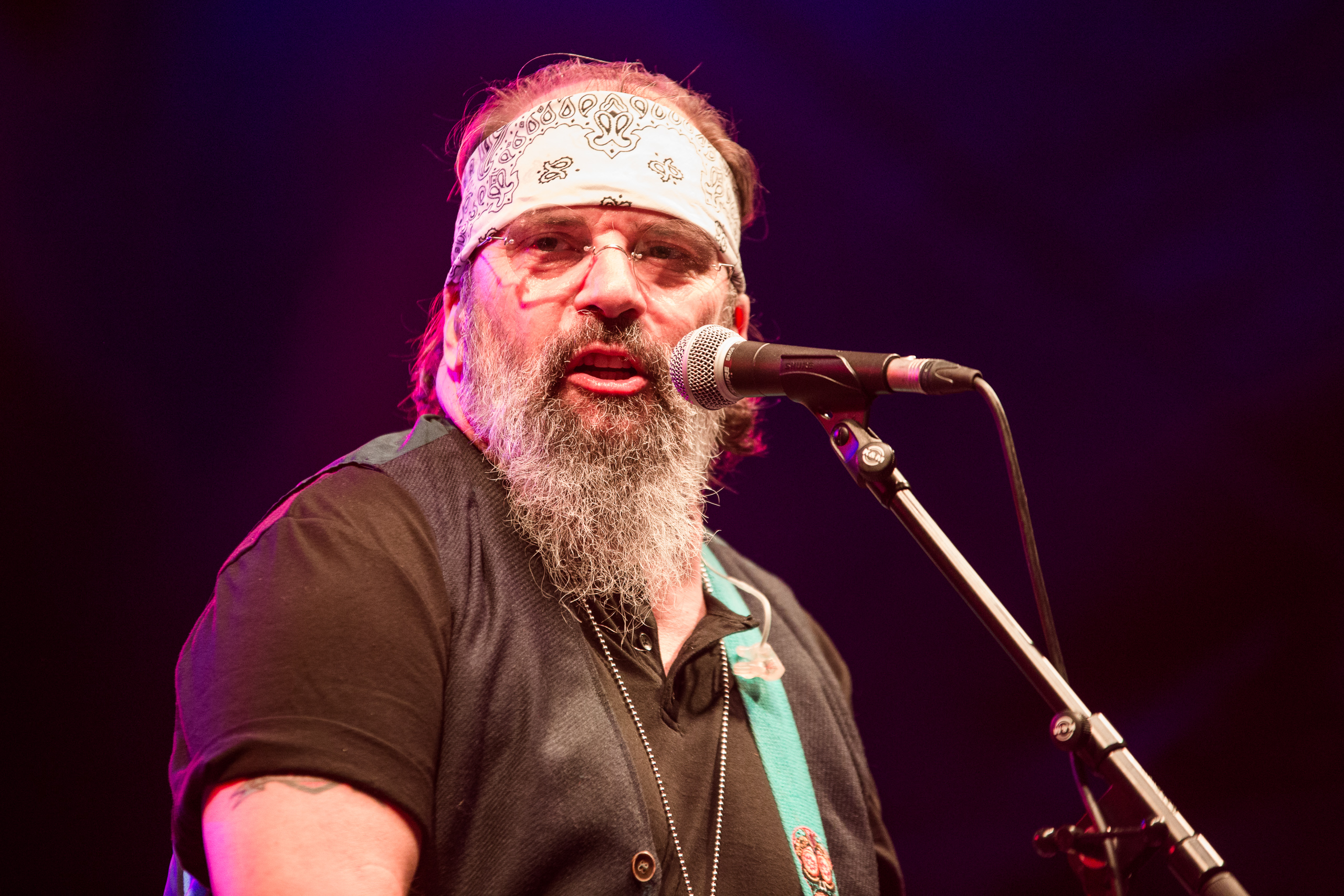
Steve Earle (* 1955)

- Earle, Sylvia (* 1935), US-amerikanische Ozeanografin
- Earles, Daisy (1907–1980), deutschamerikanische kleinwüchsige Schauspielerin
- Earles, Harry († 1985), deutscher Filmschauspieler und Zirkuskünstler
- Earles, Jason (* 1977), US-amerikanischer SchauspielerJason Earles (* 1977)

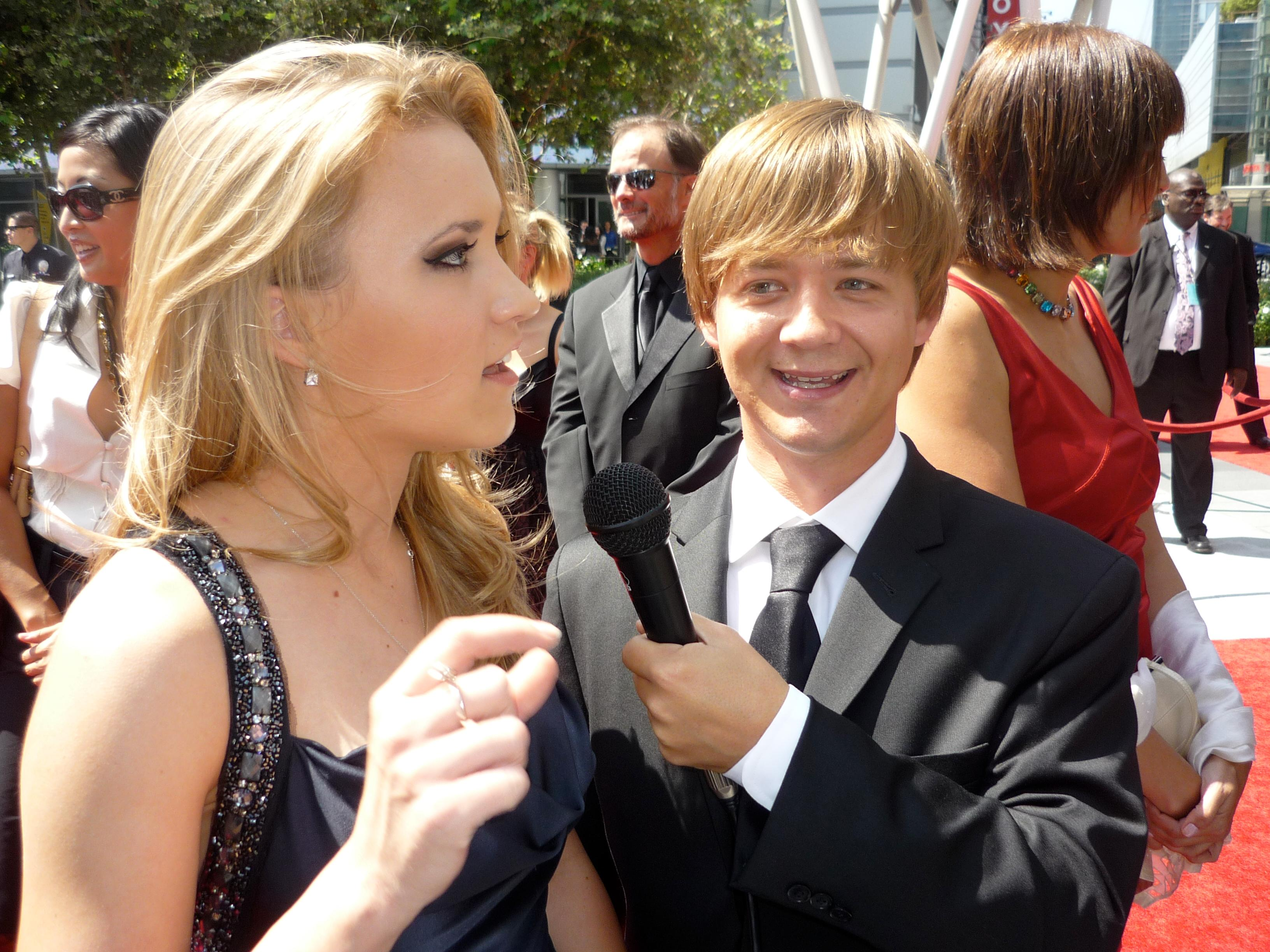
Jason Earles (* 1977)

- Earley, Dermot (1948–2010), irischer Generalleutnant und Gaelic Football-Spieler
- Earley, John Joseph (1881–1945), amerikanischer Steinbildhauer
- Earley, Kevin, US-amerikanischer Sänger und Theaterschauspieler
- Earley, Martin (* 1962), irischer Radrennfahrer
- Earll, Jonas junior (1786–1846), US-amerikanischer Politiker
- Earll, Nehemiah H. (1787–1872), US-amerikanischer Jurist und Politiker
- Earlom, Richard (1743–1822), englischer Kupferstecher
- Earls Dalton, John (* 1934), australischer Anthropologe
- Earls, Jack (1932–2023), US-amerikanischer Country- und Rockabilly-Sänger
- Earls, Keith (* 1987), irischer Rugbyspieler
- Early, Biddy (1798–1874), irische Heilerin
- Early, James M. (1922–2004), US-amerikanischer Ingenieur
- Early, John (1828–1877), US-amerikanischer Politiker
- Early, Joseph D. (1933–2012), US-amerikanischer Politiker
- Early, Jubal Anderson (1816–1894), US-amerikanischer General
- Early, Madeline (1912–2001), US-amerikanische Mathematikerin und Hochschullehrerin
- Early, Peter (1773–1817), US-amerikanischer Politiker
- Early, Sarah Jane Woodson (1825–1907), US-amerikanische Pädagogin, Abstinenzlerin und Autorin
- Earman, John (* 1942), amerikanischer Philosoph
- Earnest, Herbert L. (1895–1970), US-amerikanischer Offizier, Generalmajor der US Army
- Earnest, Josh (* 1975), US-amerikanischer Politiker, ehemaliger Pressesprecher des Weißen Hauses
- Earnhardt, Dale (1951–2001), US-amerikanischer NASCAR-Rennfahrer, Daytona 500-Sieger und siebenfacher Winston-Cup-ChampionDale Earnhardt (1951–2001)

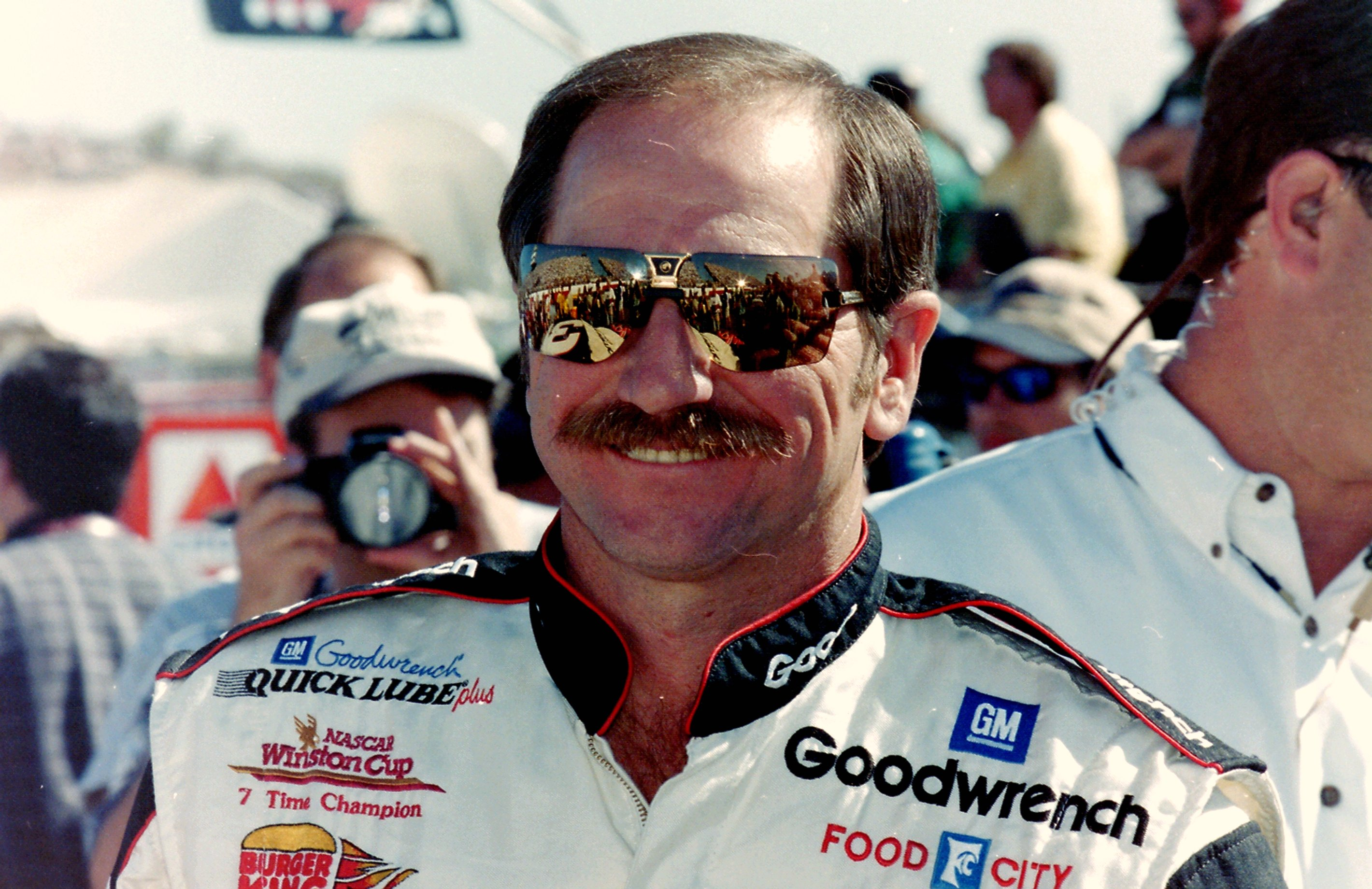
Dale Earnhardt (1951–2001)

- Earnhardt, Dale junior (* 1974), US-amerikanischer NASCAR-Rennfahrer
- Earnhardt, Jeffrey (* 1989), US-amerikanischer Automobilrennfahrer
- Earnhardt, Ralph (1928–1973), US-amerikanischer NASCAR-Fahrer
- Earnshaw, Alan, britischer Chemiker
- Earnshaw, James Edward (1808–1870), schottischer Maschinenbauer und Erfinder
- Earnshaw, Manuel (1862–1936), philippinischer Politiker
- Earnshaw, Reginald (1927–1941), britischer Mann, Gefallener im Zweiten Weltkrieg
- Earnshaw, Robert (* 1981), walisischer Fußballspieler
- Earnshaw, Samuel (1805–1888), englischer Geistlicher, Physiker und Mathematiker
- Earnshaw, Thomas (1749–1829), englischer Uhrmacher
- Earnshaw, Tina, Maskenbildnerin
- Earp, Josephine (1861–1944), langjährige Lebensgefährtin Wyatt Earps
- Earp, Morgan (1851–1882), Revolverheld des Wilden Westens
- Earp, Virgil (1843–1905), US-amerikanischer Revolverheld
- Earp, Wyatt (1848–1929), nordamerikanischer RevolverheldWyatt Earp (1848–1929)

Wyatt Earp (1848–1929)

- Earps, Mary (* 1993), englische Fußballtorhüterin
- Earth, Fleur, deutsche Soul-Sängerin
- Earthman, Harold (1900–1987), US-amerikanischer Politiker

### Eas
- Easdale, Brian (1909–1995), englischer Komponist
- Easdale, John (1919–1999), schottischer Fußballspieler
- Eash, George († 1980), Tontechniker und Erfinder
- Eashan, Himasha (* 1995), sri-lankischer Sprinter
- Easley, Annie (1933–2011), US-amerikanische Mathematikerin und Softwareentwicklerin
- Easley, Bill (* 1943), US-amerikanischer Jazzsaxophonist, Flötist und Klarinettist
- Easley, Dominique (* 1992), US-amerikanischer American-Football-Spieler
- Easley, Kenny (* 1959), US-amerikanischer American-Football-Spieler
- Easley, Mack (1916–2006), US-amerikanischer Jurist und Politiker
- Easley, Mike (* 1950), US-amerikanischer Politiker
- East Bay Ray (* 1958), US-amerikanischer Punk-Gitarrist
- East River Pipe, US-amerikanischer Liedermacher und Sänger
- East, Alfred (1849–1913), britischer Maler
- East, Chloe (* 2001), US-amerikanische SchauspielerinChloe East (* 2001)

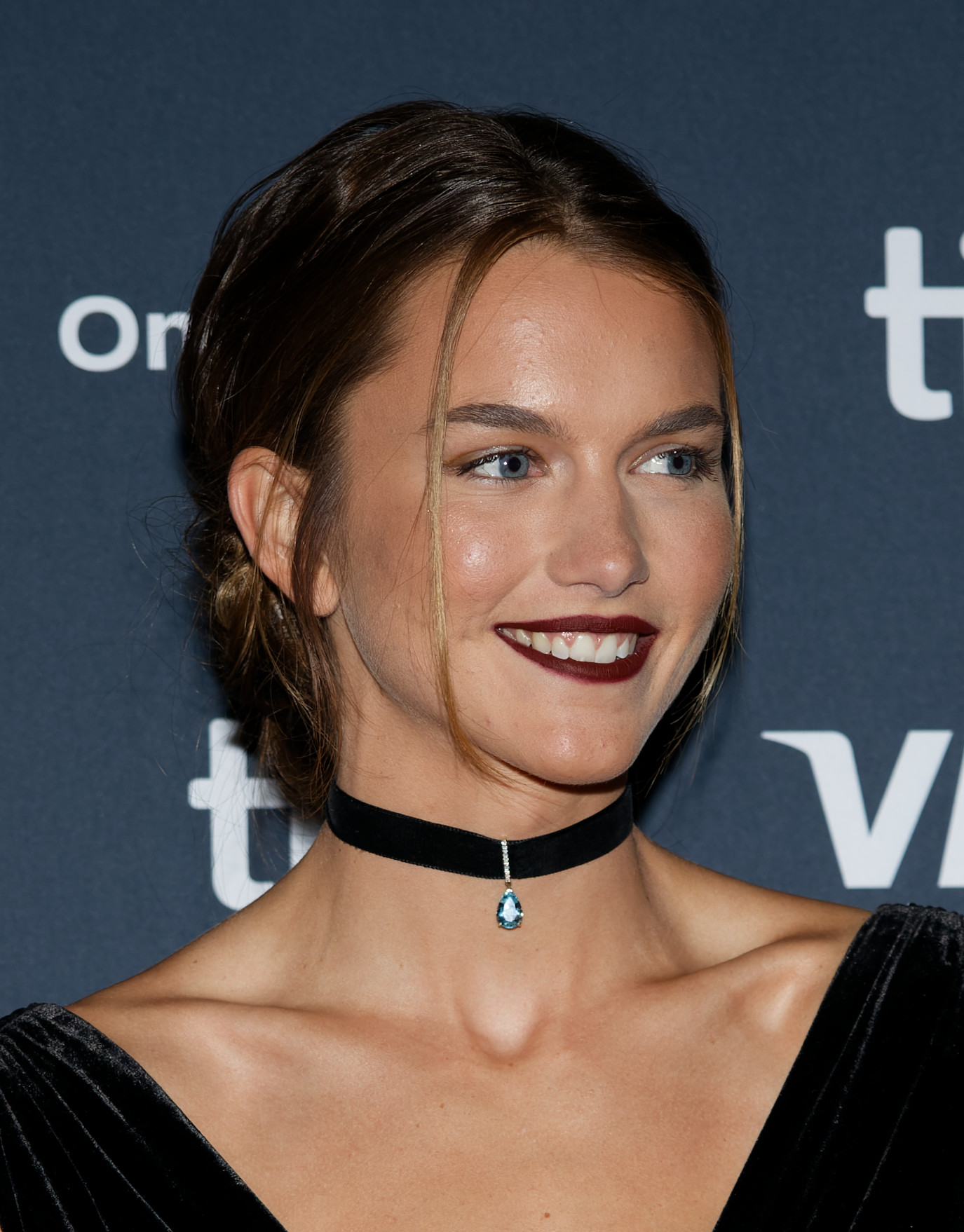
Chloe East (* 2001)

- East, Dave (* 1988), US-amerikanischer Rapper
- East, Fleur (* 1987), britische Popsängerin
- East, Guy (* 1987), US-amerikanischer Radrennfahrer
- East, John Porter (1931–1986), US-amerikanischer Politiker
- East, Martin (* 1967), britischer Schauspieler
- East, Maurice A (* 1941), US-amerikanischer Politikwissenschaftler und Hochschullehrer
- East, May (* 1952), brasilianische Sängerin und Aktivistin
- East, Michael († 1648), englischer Organist und Komponist
- East, Michael (* 1978), britischer Mittelstreckenläufer
- East, Morris (* 1973), philippinischer Boxer im Halbweltergewicht
- East, Nathan (* 1955), US-amerikanischer JazzmusikerNathan East (* 1955)

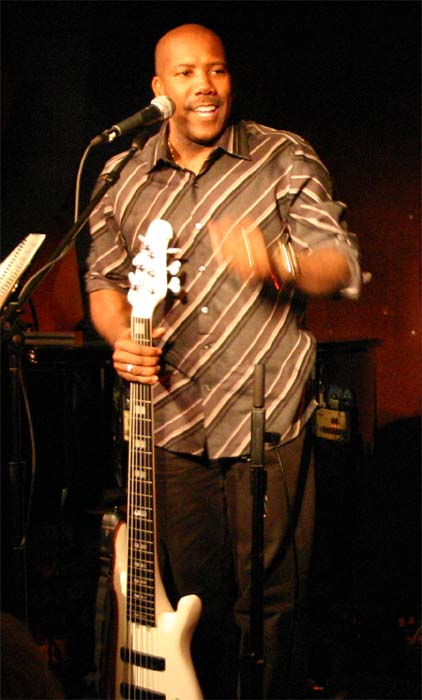
Nathan East (* 1955)

- East, Roger (1922–1975), australischer Journalist
- Eastaugh, John (1920–1990), britischer anglikanischer Bischof
- Eastcott, William (1883–1972), kanadischer Sportschütze
- Easte, Peter (1868–1930), britischer Sportschütze
- Easteden, Anna (* 1976), finnisch-US-amerikanische Schauspielerin
- Easter Smith, Anne (* 1952), britische Autorin historischer Romane
- Easter, John (1945–2016), englischer Squashspieler
- Easter, Nick (* 1978), englischer Rugby-Union-Spieler
- Easter, Paul (* 1963), britischer Schwimmer
- Easter, Robert junior (* 1991), US-amerikanischer Boxer im Leichtgewicht, IBF-Weltmeister
- Easterbrook, Ernest F. (1908–1989), US-amerikanischer Offizier, Generalmajor der US-Army
- Easterbrook, Leslie (* 1949), US-amerikanische SchauspielerinLeslie Easterbrook (* 1949)

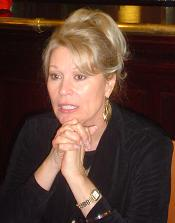
Leslie Easterbrook (* 1949)

- Easterbrook, Steve (* 1967), britischer Manager
- Easterday, Kenny (1973–2016), US-amerikanischer Schauspieler
- Easterlin, Richard (1926–2024), US-amerikanischer Wirtschaftswissenschaftler und Hochschullehrer
- Easterling, Patricia Elizabeth (* 1934), britische Gräzistin
- Easterling, Ricky (* 1983), US-amerikanisch-deutscher Basketballtrainer
- Easterly, William (* 1957), US-amerikanischer Ökonom
- Easterman, Alexander (1890–1983), britischer Jurist und Journalist
- Eastey, Mary (1634–1692), Angeklagte in den Salemer Hexenprozessen in der Kolonialzeit in Massachusetts
- Eastgate, Peter (* 1985), dänischer Pokerspieler
- Eastgate, Samuel, englischer Sänger und Komponist
- Eastham, George (1936–2024), englischer Fußballspieler
- Eastham, Harry (1917–1998), englischer Fußballspieler
- Eastham, Richard (1916–2005), US-amerikanischer Sänger und Schauspieler
- Easthill, Christopher (* 1960), britisch-deutscher Theologe und anglikanischer Priester
- Eastick, Bruce (* 1927), australischer Politiker, Sprecher des South Australian House of Assembly
- Eastin, Shannon (* 1970), erste weibliche Schiedsrichterin der National Football League (NFL)
- Eastin, Steve (* 1948), US-amerikanischer Schauspieler
- Eastlake, Charles Lock (1793–1865), englischer Maler und Kunstgelehrter. Erster Direktor der National Gallery. Präsident der Royal Academy of Arts
- Eastlake, Elizabeth (1809–1893), englische Kunstkritikerin und Schriftstellerin
- Eastlake-Smith, Gwendoline (1883–1941), englische Tennisspielerin, Olympiasiegerin 1908
- Eastland, James (1904–1986), US-amerikanischer Politiker
- Eastley, Max (* 1944), britischer Bildhauer und Improvisationsmusiker
- Eastlund, Bernard (1938–2007), US-amerikanischer Physiker und Erfinder
- Eastman, Ben (1911–2002), US-amerikanischer Sprinter
- Eastman, Ben C. (1812–1856), US-amerikanischer Politiker
- Eastman, Carole (1934–2004), US-amerikanische Schauspielerin und Drehbuchautorin
- Eastman, Charles (1858–1939), indianischer Arzt und Schriftsteller
- Eastman, Charles R. (1868–1918), US-amerikanischer Paläontologe und Geologe
- Eastman, Crystal (1881–1928), US-amerikanische Anwältin, Journalistin und Frauenrechtlerin
- Eastman, Dean (1940–2018), US-amerikanischer Festkörperphysiker und IBM-Manager
- Eastman, Enoch W. (1810–1885), US-amerikanischer Politiker
- Eastman, Ernest (1927–2011), liberianischer Politiker und Außenminister
- Eastman, George (1854–1932), US-amerikanischer Unternehmer (Kodak)
- Eastman, Howard (* 1970), britisch-guyanischer Boxer
- Eastman, Ira Allen (1809–1881), US-amerikanischer Politiker
- Eastman, Ivan (1884–1949), US-amerikanischer Sportschütze
- Eastman, John (* 1960), US-amerikanischer Rechtsanwalt und -professor
- Eastman, Julius (1940–1990), US-amerikanischer Komponist der Minimal Music
- Eastman, Kevin (* 1962), US-amerikanischer Comic-Zeichner
- Eastman, Marilyn (1933–2021), US-amerikanische Schauspielerin
- Eastman, Max (1883–1969), US-amerikanischer Autor
- Eastman, Monk († 1920), US-amerikanischer MafiosoMonk Eastman († 1920)

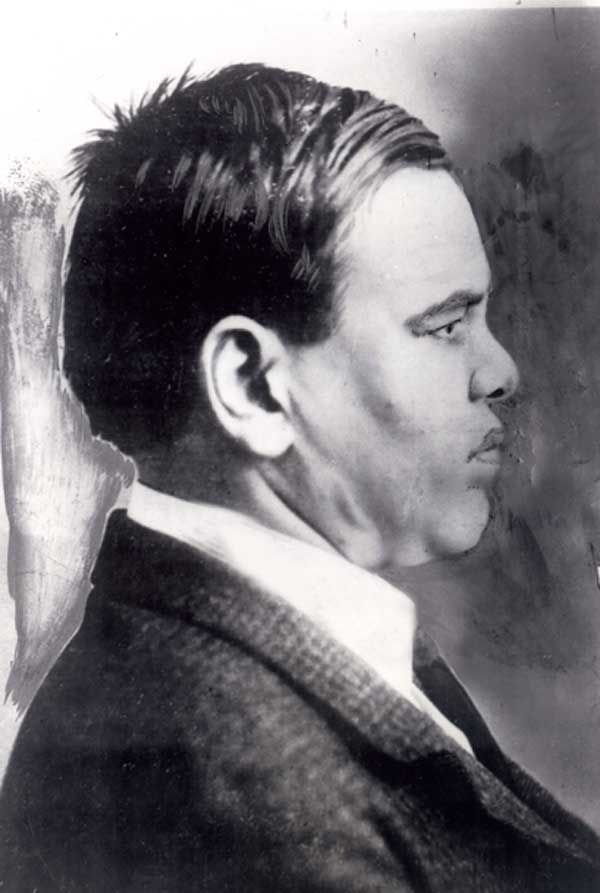
Monk Eastman († 1920)

- Eastman, Nehemiah (1782–1856), US-amerikanischer Politiker
- Eastmond, Craig (* 1990), englischer Fußballspieler
- Eastmond, Mariama (* 1983), barbadische Badmintonspielerin
- Easton, Bill (1904–1997), US-amerikanischer Leichtathletiktrainer
- Easton, David (1917–2014), kanadisch-US-amerikanischer Politologe
- Easton, Edward D. (1856–1915), amerikanischer Pionier der Sprechmaschinenindustrie
- Easton, Florence (1882–1955), englische Opernsängerin (Sopran)
- Easton, James L. (1935–2023), US-amerikanischer Sportfunktionär, Unternehmer, Mäzen und Bogenschütze
- Easton, John († 1705), englischer Politiker
- Easton, John J., US-amerikanischer Jurist und Politiker
- Easton, John Murray (1889–1975), schottischer Architekt
- Easton, Joyce (1930–2024), US-amerikanische Filmschauspielerin
- Easton, Megan, US-amerikanische Schauspielerin
- Easton, Nicholas (1593–1675), englischer Politiker
- Easton, Nick (* 1992), US-amerikanischer American-Football-Spieler
- Easton, Peter, britischer Freibeuter
- Easton, Richard (1933–2019), kanadischer Schauspieler
- Easton, Robert (1930–2011), US-amerikanischer Schauspieler und Dialekt-Trainer
- Easton, Roger L. (1921–2014), US-amerikanischer Erfinder
- Easton, Rufus (1774–1834), US-amerikanischer Politiker
- Easton, Sam (* 1979), kanadischer Schauspieler
- Easton, Sheena (* 1959), britische Sängerin und SchauspielerinSheena Easton (* 1959)

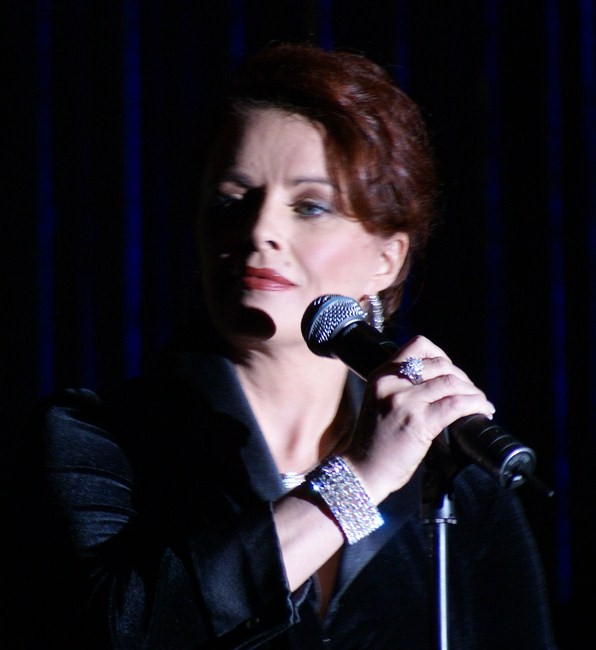
Sheena Easton (* 1959)

- Easton, Stuart (* 1983), britischer Motorradrennfahrer
- Easton, Ted (1932–1990), niederländischer Jazzmusiker (Schlagzeug, Gesang, Arrangement)
- Easton, William (1875–1928), US-amerikanischer Tennisspieler
- Easton, William Bigelow, US-amerikanischer Mathematiker
- Easton, William H. (1916–1996), US-amerikanischer Paläontologe
- Eastwick, Edward Backhouse (1814–1883), britischer Orientalist
- Eastwood, Alice (1859–1953), US-amerikanische Botanikerin kanadischer Abstammung
- Eastwood, Alison (* 1972), US-amerikanische Schauspielerin, Regisseurin und ein Fotomodell
- Eastwood, Charlie (* 1995), irischer Autorennfahrer
- Eastwood, Clint (* 1930), US-amerikanischer Produzent, Filmregisseur, Filmkomponist und SchauspielerClint Eastwood (* 1930)

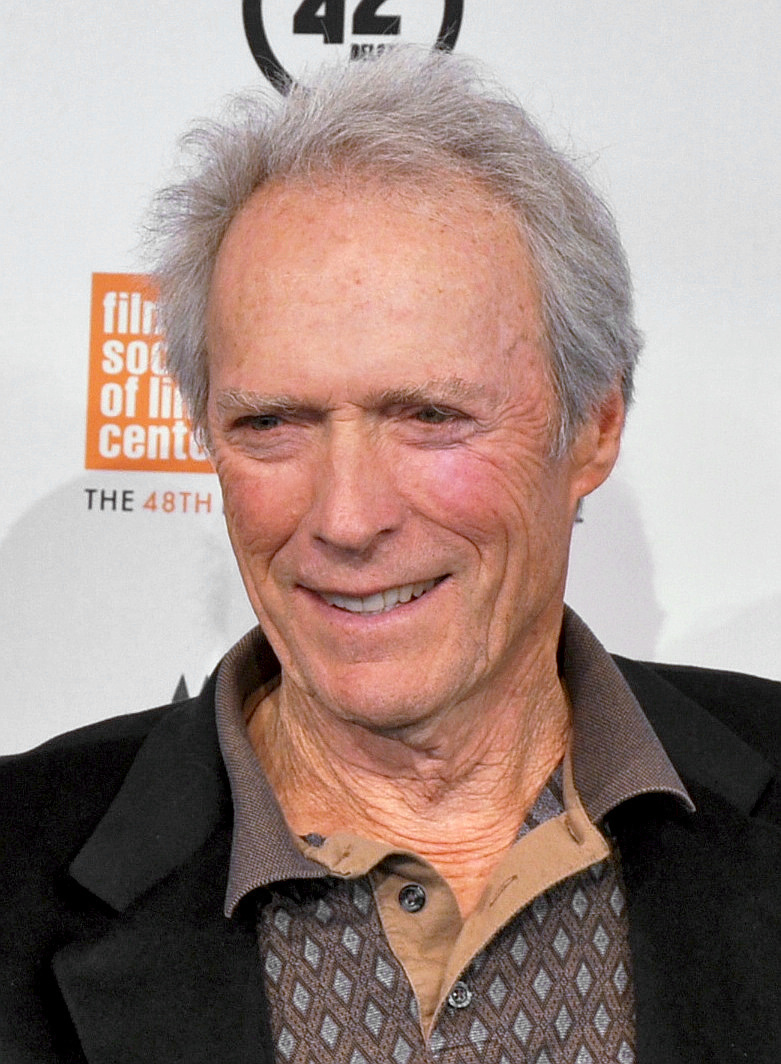
Clint Eastwood (* 1930)

- Eastwood, Colum (* 1983), nordirischer Politiker
- Eastwood, Earl (1905–1968), kanadischer Ruderer
- Eastwood, Francesca (* 1993), US-amerikanische Schauspielerin
- Eastwood, Freddy (* 1983), walisischer Fußballspieler
- Eastwood, Kelly, britische Schauspielerin
- Eastwood, Kyle (* 1968), US-amerikanischer Filmkomponist und Jazz-Bassist
- Eastwood, Mike (* 1967), kanadischer Eishockeyspieler und -trainer
- Eastwood, Ralph (1890–1959), britischer General und Gouverneur
- Eastwood, Scott (* 1986), US-amerikanischer Schauspieler
- Easum, Donald B. (1923–2016), US-amerikanischer Diplomat
- Éasy (* 1994), deutsche Rapperin
- Easy Mo Bee (* 1965), US-amerikanischer Hip-Hop-Produzent

### Eat
- Eata von Hexham († 686), Bischof von Lindisfarne, Bischof von Hexham, Heiliger
- Eates, Louise (1877–1944), englisch-britische Suffragette
- Eatherly, Claude (1918–1978), amerikanischer Militärpilot
- Eatherton, Scott (* 1991), US-amerikanischer Basketballspieler
- Eaton Travis, Doris (1904–2010), US-amerikanische Schauspielerin und Revue-Tänzerin
- Eaton, Abbie (* 1992), britische Rennfahrerin
- Eaton, Alfred Edwin (1844–1929), britischer Geistlicher und Entomologe
- Eaton, Amos (1776–1842), US-amerikanischer Botaniker
- Eaton, Amos Beebe (1806–1877), US-amerikanischer Brigadegeneral der Nordstaaten im Amerikanischen Bürgerkrieg
- Eaton, Ashton (* 1988), US-amerikanischer LeichtathletAshton Eaton (* 1988)

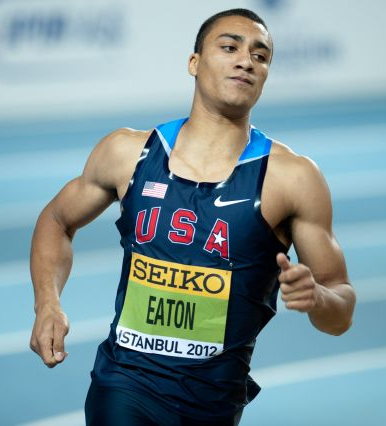
Ashton Eaton (* 1988)

- Eaton, Benjamin Harrison (1833–1904), US-amerikanischer Politiker
- Eaton, Brando (* 1986), US-amerikanischer Schauspieler
- Eaton, Charles (1895–1979), britisch-australischer Offizier, Pilot und Diplomat
- Eaton, Charles Aubrey (1868–1953), kanadisch-amerikanischer Politiker
- Eaton, Charles Warren (1857–1937), amerikanischer Künstler
- Eaton, Chris (* 1987), britischer Tennisspieler
- Eaton, Cleveland (1939–2020), US-amerikanischer Jazzmusiker
- Eaton, Courtney (* 1996), australische Schauspielerin und ModelCourtney Eaton (* 1996)

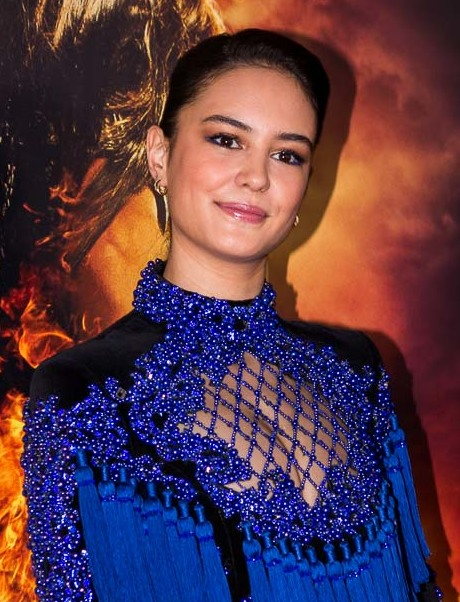
Courtney Eaton (* 1996)

- Eaton, Cyrus S. (1883–1979), kanadischer Investment-Banker, Geschäftsmann und Philanthrop
- Eaton, Elizabeth A. (* 1955), US-amerikanische lutherische Bischöfin
- Eaton, Ernest T. (1877–1957), US-amerikanischer Politiker
- Eaton, Fanny (1835–1924), jamaikanisch-britisches Künstlermodell
- Eaton, Frederick (1856–1934), US-amerikanischer Politiker
- Eaton, George (* 1945), kanadischer Autorennfahrer
- Eaton, Gertrude (1863–1940), walisisch-britische Sängerin, Suffragette und Strafrechtsreformerin
- Eaton, Horace (1804–1855), US-amerikanischer Politiker
- Eaton, Hugh (1899–1988), britischer Autorennfahrer
- Eaton, Jack (1888–1968), US-amerikanischer Filmproduzent und -regisseur
- Eaton, James A. (* 1982), britischer Ornithologe, Vogelfotograf und Unternehmer
- Eaton, Jarret (* 1989), US-amerikanischer Hürdenläufer
- Eaton, John (* 1934), US-amerikanischer Jazzpianist
- Eaton, John (1935–2015), US-amerikanischer Komponist und Pianist
- Eaton, John Henry (1790–1856), US-amerikanischer Politiker
- Eaton, Joseph W. (1919–2012), US-amerikanischer Soziologe
- Eaton, Kenny (1916–1980), US-amerikanischer Autorennfahrer
- Eaton, Lewis (1790–1857), US-amerikanischer Politiker
- Eaton, Margaret, Baroness Eaton (* 1942), britische Life Peeress
- Eaton, Marjorie (1901–1986), US-amerikanische Schauspielerin und Künstlerin
- Eaton, Mark (1957–2021), US-amerikanischer Basketballspieler
- Eaton, Mark (* 1977), US-amerikanischer Eishockeyspieler
- Eaton, Mary (1901–1948), US-amerikanische Schauspielerin und Tänzerin
- Eaton, Mary Emily (1873–1961), britische Pflanzenmalerin
- Eaton, Matt (* 1961), US-amerikanischer Radrennfahrer
- Eaton, Meredith (* 1974), US-amerikanische SchauspielerinMeredith Eaton (* 1974)

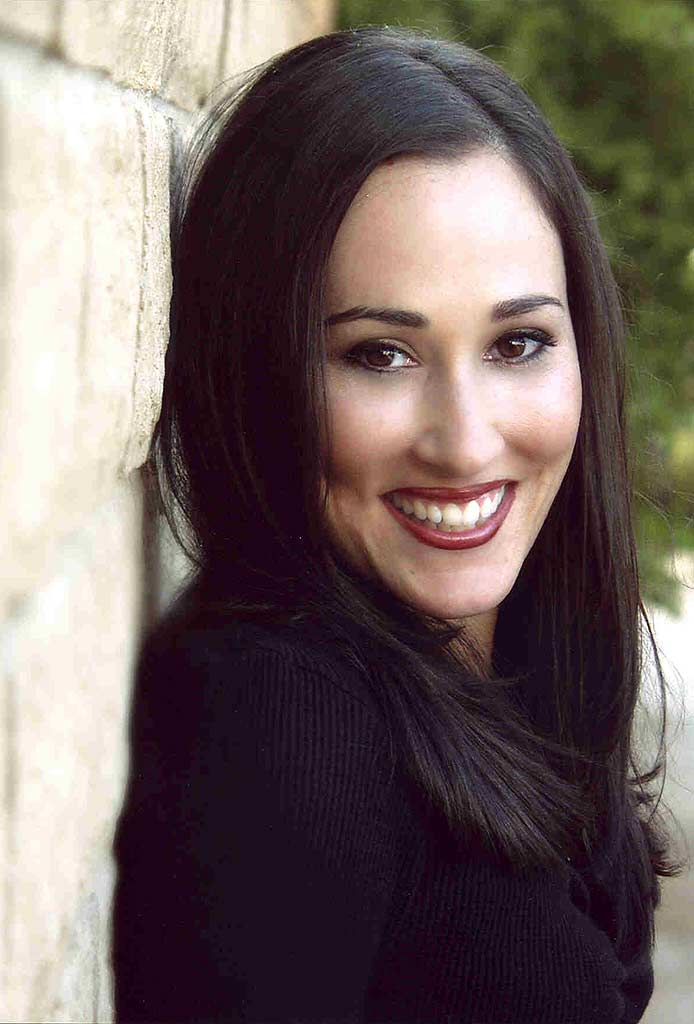
Meredith Eaton (* 1974)

- Eaton, Olivia (* 1998), neuseeländische Sprinterin
- Eaton, Philip (1936–2023), US-amerikanischer Chemiker (Organische Chemie)
- Eaton, Richard (1914–1968), kanadischer Chorleiter, Organist und Komponist
- Eaton, Robert (* 1940), US-amerikanischer Manager
- Eaton, Sarah, kanadische Politikwissenschaftlerin und Sinologin
- Eaton, Scot (* 1965), US-amerikanischer Comiczeichner
- Eaton, Shirley (* 1937), britische Schauspielerin
- Eaton, Suzanne (1959–2019), US-amerikanische Molekularbiologin
- Eaton, Theophilus (1590–1658), amerikanischer Kolonialgouverneur
- Eaton, Thomas M. (1896–1939), US-amerikanischer Politiker
- Eaton, Valoy (* 1938), US-amerikanischer Landschaftsmaler
- Eaton, Walter (1881–1917), englischer Fußballspieler
- Eaton, William (1882–1953), US-amerikanischer Sprinter
- Eaton, William (1909–1938), britischer Langstreckenläufer
- Eaton, William A. (* 1938), US-amerikanischer Biophysiker
- Eaton, William J. (1930–2005), US-amerikanischer Journalist
- Eaton, William R. (1877–1942), US-amerikanischer Politiker
- Eaton, William W. (1816–1898), US-amerikanischer Politiker
- Eaton, Wyatt (1849–1896), kanadischer Maler
- Eatwell, John, Baron Eatwell (* 1945), britischer Wirtschaftswissenschaftler und Präsident des Queens’ College (Cambridge)
- Eatwell, Roger (* 1949), britischer Politologe und Faschismusforscher

### Eau
- Eaubonne, Françoise d’ (1920–2005), französische Autorin und Frauenrechtlerin
- Eaubonne, Jean d’ (1903–1971), französischer Filmarchitekt

### Eav
- Eaves, Connie (1944–2024), kanadische Stammzellenforscherin
- Eaves, Hubert III, US-amerikanischer Jazz-Musiker
- Eaves, John (* 1953), kanadischer Skiläufer und Schauspieler
- Eaves, Max (* 1988), britischer Stabhochspringer
- Eaves, Patrick (* 1984), US-amerikanischer Eishockeyspieler und -scout
- Eaves, Wilberforce Vaughan (1867–1920), britischer Arzt und Tennisspieler
- Eavis, Michael (* 1935), englischer Milchbauer und Mitbegründer des Glastonbury Festivals

### Eaz
- Eaz (* 1993), Schweizer Rapper
- Eazy-E (1964–1995), US-amerikanischer RapperEazy-E (1964–1995)

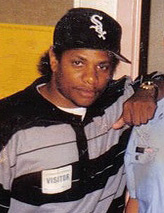
Eazy-E (1964–1995)